# おとまが渕
おとまが渕（おとまがふち）は、愛知県春日井市西行堂川を舞台に語り継がれている伝承である。

## 類似伝承
- 「おこまが渕」
- 「牛巻の渕」[2]
- 「たたらが渕」[3]

## 竜
明暦2年（1658年）6月1日「おとまが渕」の底から、竜が昇天し、黒雲が立ちこめ一帯の村に豪雨や氷が降り注いだ。竜が昇天してから1、2年の内に「おとまが渕」は浅くなってしまったという。